# ابن فورك
أبو بكر بن فُورَك  (ضبطها ابن خلكان والسيوطي وابن العماد وغيرهم بضم الفاء وسكون الواو وفتح الراء، أما الزبيدي فقد ضبطها بضم الفاء وفتحها) هو الإمام المتكلم المفسر الفقيه الأصولي النحوي الأديب أبو بكر محمد بن الحسن بن فورك الأنصاري الأصبهاني الشافعي الأشعري، له ما يقرب من المائة مؤلف في أصول الدين وأصول الفقه ومعاني القرآن وعلم الحديث. اعتبره ابن الأثير من المجددين في الإسلام.
لم تذكر كتب التراجم شيئًا عن تاريخ مولده أو مكانه، وكل ما ذكر عنه أنه أقام مدة بالعراق يتلقى العلم على المذهب الشافعي في الفقه وعلى العقيدة الأشعرية في الأصول، ثم توجه بعد ذلك إلى الري فتآمرت عليه فرقة الكرامية المبتدعة (وهم فرقة من الفرق الضالة ومعدودة من المشبهة والمجسمة) وسعت للإضرار به، فراسله أهل نيسابور والتمسوا منه التوجه إليهم ففعل، وفي ذلك يقول الحافظ أبو عبد الله الحاكم النيسابوري: «وتقدمنا إلى الأمير ناصر الدولة أبي الحسن محمد بن إبراهيم والتمسنا منه المراسلة في توجهه إلى نيسابور ففعل، وورد نيسابور فبنى له الدار والمدرسة في خانكاه أبي الحسن البوشنجي».

## شيوخه
سمع مسند أبي داود الطيالسي من عبد الله بن جعفر بن فارس الأصبهاني، وسمع أيضا من ابن خرزاد الأهوازي، وأبي الحسن الباهلي، وغيرهم. وكثر سماعه في البصرة وبغداد.

## تلاميذه
روى عنه البيهقي، والقشيري، والحاكم، وأبو بكر أحمد ابن علي بن خلف، وغيرهم.

## اشتغالهبعلم الكلام
ذكر شيخ الإسلام قاضي القضاة تاج الدين السبكي في طبقاته على لسان الإمام سبب اشتغاله بعلم الكلام قوله: «كان سبب اشتغالي بعلم الكلام أني كنت بأصبهان أختلف إلى فقيه فسمعت أن الحجر يمين الله في الأرض — (الحجر الأسود يمين الله في أرضه) أخرجه أبو عبيد القاسم بن سلام، والمعنى أنه وضع في الأرض للتقبيل والاستلام تشريفًا له كما شرفت اليمين وأكرمت بوضعها للتقبيل دون اليسار في العادة، فاستعير لفظ اليمين للحجر لذلك. وأضيف الحجر إلى الله إضافة تشريف وإكرام. نقلاً عن كتاب:»إتحاف السادة المتقين «للعلامة مرتضى الزبيدي — فسألت ذلك الفقيه عن معناه فلم يُجب بجواب شاف، فأُرشدت إلى فلان من المتكلمين فسألته فأجاب بجواب شاف، فقلت لابد لي من معرفة هذا العلم فاشتغلت به».

## محنته معالكرامية
إن نصرة الإمام أبو بكر بن فورك للحق وشدته في النكير على أهل الضلال ولا سيما فرقة الكرامية قد دفع بهؤلاء إلى الافتراء عليه عند السلطان محمود بن سُبُكْتِكِيْن فادعوا أنه أنكر رسالة النبي محمد ﷺ بعد موته، فعظم الأمر عند السلطان فأمر بإحضاره وقال: «إن صح هذا منه لأقتلنه». ولما حضر الإمام بين يديه ظهر كذب المفترين عليه وأن الإمام لا يقول إلا مقولة أهل السنة الأشاعرة، فأمر السلطان عندئذ بإعزازه وإكرامه وإرجاعه إلى وطنه معززًا. ولما أيست الكرامية منه وعلمت أن الوشاية به لم تتم، وأن مكايدها وحيلها لن تؤت نتيجة، سعت إلى قتله فدفعت إليه من دس له السم فمات على أثره.
وأما ما ذكره الإمام ابن حزم في «النصائح» من أن ابن فورك قد قال بهذه المسئلة وأن السلطان ابن سُبُكْتِكِيْن قد قتله بالسم لأجل ذلك، فقد بين قاضي القضاة شيخ الإسلام تاج الدين السبكي وغيره من الأشاعرة أن هذا كذب وافتراء عليه، فقال في الطبقات: «والمسئلة المشار إليها وهي انقطاع الرسالة بعد الموت مكذوبة قديمًا على الإمام أبي الحسن الأشعري نفسه. وقد مضى الكلام عليها في ترجمته. إذا عرفت هذا فاعلم أن أبا محمد بن حزم الظاهري ذكر في النصائح أن ابن سُبُكْتِكِيْن قتل ابن فورك بقوله لهذه المسئلة ثم زعم ابن حزم أنها قول جميع الأشعرية، قلت وابن حزم لا يدري مذهب الأشعرية ولا يفرق بينهم وبين الجهمية لجهله بما يعتقدون، وقد حكى ابن الصلاح ما ذكره ابن حزم ثم قال: ليس الأمر كما زعم بل هو تشنيع على الأشعرية أثارته الكرامية فيما حكاه القشيري».
وأما قول الذهبي الذي فيه أن السلطان قتله لأنه ثبت عليه مسئلة إنكاره لرسالة النبي محمد ﷺ، فقد رده التاج السبكي في الطبقات وبين أنه عار من الصحة فقال: «أما أن السلطان أمر بقتله فشفع إليه، إلى ءاخر الحكاية فأكذوبة سمجة ظاهرة الكذب من جهات متعددة منها أن ابن فورك لا يعتقد ما نقل عنه بل يكفّر قائله، فكيف يعترف على نفسه بما هو كفر. وإذا لم يعترف فكيف يأمر السلطان بقتله وهذا أبو القاسم القشيري أخص الناس بابن فورك فهل نقل هذه الواقعة؟ بل ذكر أن من عزا إلى الأشعرية هذه المسئلة فقد افترى عليهم وأنه لا يقول بها أحد منهم».

## مؤلفاته

كتاب مجرد مقالات الشيخ أبي الحسن الأشعري.

كثرت مؤلفات الإمام ابن فورك في الأصول والحديث والفقه ومعاني القرآن حتى ناهزت المائة مصنف. قال ابن عساكر: بلغت تصانيفه في أصول الدين وأصول الفقه ومعاني القرآن قريبا من المئة. فمن مؤلفاته:
- «مجرد مقالات الشيخ أبي الحسن الأشعري»
- «تفسير القرآن» (تفسير ابن فورك) وتفسيره أحسن تفسير - في نظر القاضي أبي بكر بن العربي - تركيزاً وتحقيقاً وإبداعاً.[5]
- «شرح أوائل الأدلة للكسبي في الأصول»
- «الحدود في الأصول» طبع في بيروت سنة 1324 هـ.
- «النظامي في أصول الدين» مخطوط، في أصول الدين، ألفه لنظام الملك.
- «مُشْكِل الحديث وغريبه» وهو كتاب يتناول فيه عددًا من الأحاديث المتشابهة فيؤولها ويبين معانيها.
- «مشكل الآثار»
- «دقائق الأسرار»
- «طبقات المتكلمين»

وغير ذلك من المؤلفات القيّمة التي ألفها منتصرًا فيها للعقيدة الأشعرية.

## مؤلفات عنه
- الإمام أبو بكر محمد بن الحسن بن فورك وأثره في المدرسة الاشعرية — السيد أحمد محمود عبد الغفار
- ابن فورك وآثاره الأصولية — محمد حسان عوض

## ثناء العلماء عليه
أثنى عليه العديد من أهل العلم كالحافظ الحاكم النيسابوري الذي قال فيه: «أحيا الله به بلدنا أنواعًا من العلوم لما استوطنها، وظهرت بركته على جماعة من المتفقهة وتخرجوا به».
وفي كتاب (تبيين كذب المفتري فيما نسب إلى الإمام أبي الحسن الأشعري) لمؤرخ الشام ابن عساكر الدمشقي ما نصه: «أخبرنا الشيخ أبو الحسن عبد الغافر بن إسماعيل في كتابه إليَّ من نيسابور قال: سمعت الشيخ أبا صالح أحمد بن عبد الله المؤذن يقول: كان الأستاذ أوحد وقته أبو علي الحسن بن علي الدقاق يعقد المجلس ويدعو للحاضرين والغائبين من أعيان البلد وأئمتهم فقيل له: قد نسيت ابن فورك ولن تدع له، فقال أبو علي: كيف أدعو له وكنت أقسم على الله البارحة بإيمانه أن يشفي علتي. وكان به وجع البطن تلك الليلة».
وقال عنه شمس الدين ابن الغزي في ديوان الإسلام: «ابن فُورَك: محمد بن الحسن بن فورك، الإمام الحبر البحر المتكلم الأصولي النظار أبو بكر الأصبهاني الشافعي بلغت مصنفاته في الأصلين ومعاني القرآن قريباً من مائة مصنف. توفي سنة 406».
| ابن فورك | محمد بن الحسن بن فورك الأستاذ أبو بكر الأصبهاني الفقيه المتكلم النحوي الأصولي، روى الحديث عن: ابن جرير الأهوازي، وسمع مسند أبي داود الطيالسي، من عبد الله بن جعفر الأصبهاني، عن يونس بن حبيب عنه، وأخذ طريقة الأشعري، عن أبي الحسن الباهلي، وغيره، وذكر أن سبب اشتغاله بعلم الكلام حديث: «الحجر الأسود يمين الله في الأرض». وروى عنه: الحاكم ومات قبله، والحافظ أبو بكر البيهقي، وأبو القاسم القشيري، وآخرون. قال القاضي شمس الدين ابن خلكان في الوفيات: هو الأستاذ أبو بكر المتكلم الأصولي الأديب النحوي الواعظ الأصبهاني، درس بالعراق مدة، ثم توجه إلى الري، فسمعت به المبتدعة، فراسله أهل نيسابور، فورد عليهم، وينوا له بها مدرسة، ودارا، وظهرت بركته على المتفقهة، وبلغت مصنفاته قريبا من مائة مصنف، ودعي إلى مدينة غزنة، وجرت له بها مناظرات، وكان شديد الرد على ابن كرام، ثم عاد إلى نيسابور، فَسُمَّ في الطريق، فمات بقرب بست، ونقل إلى نيسابور، ومشهده بالحيرة ظاهر يزار، ويستجاب الدعاء عنده. قلت: وكذا ذكر أبو محمد ابن حزم، وأبو الوليد الباجي، والشيخ أبو عمرو بن الصلاح، وغيرهم: أن الكرامية وشوا به إلى محمود بن سُبُكْتِكِيْن، وناظروه عنده، فأراد قتله ثم تركه، فلما رجع من عنده، بعث من سمه في الطريق، فالله أعلم. وكانت وفاته سنة ست وأربع مائة، رحمه الله. ويقع حديثه في سنن البيهقي كثيرا، فإنه من مشايخه، وقد روى عنه مسند أبي داود الطيالسي بكماله. | ابن فورك |

| ابن فورك | الإمام العلامة الصالح، شيخ المتكلمين، أبو بكر محمد بن الحسن بن فورك الأصبهاني. سمع مسند أبي داود الطيالسي من عبد الله بن جعفر بن فارس، وسمع من ابن خرزاذ الأهوازي. حدث عنه: أبو بكر البيهقي، وأبو القاسم القشيري، وأبو بكر بن خلف، وآخرون. وصنف التصانيف الكثيرة. قال عبد الغافر في سياق التاريخ: الأستاذ أبو بكر قبره بالحيرة يستسقى به. وقال القاضي ابن خلكان فيه: أبو بكر الأصولي، الأديب النحوي الواعظ، درس بالعراق مدة، ثم توجه إلى الري، فسعت به المبتدعة، يعني الكرامية، فراسله أهل نيسابور، فورد عليهم، وبنوا له مدرسة ودارا، وظهرت بركته على المتفقهة، وبلغت مصنفاته قريبا من مائة مصنف، ودعي إلى مدينة غزنة، وجرت له بها مناظرات، وكان شديد الرد على ابن كرام، ثم عاد إلى نيسابور، فسم في الطريق، فمات بقرب بست، ونقل إلى نيسابور، ومشهدة بالحيرة يزار، ويستجاب الدعاء عنده. قلت: كان أشعريا، رأسا في فن الكلام، أخذ على أبي الحسن الباهلي صاحب الأشعري. وقال عبد الغافر: دعا أبو علي الدقاق في مجلسه لطائفة، فقيل: ألا دعوت لابن فورك؟ قال: كيف أدعو له، وكنت البارحة أقسم على الله بإيمانه أن يشفيني؟ قلت: حمل مقيدا إلى شيراز للعقائد. ونقل أبو الوليد الباجي، أن السلطان محمود سأله عن رسول الله صلى الله عليه وسلم، فقال: كان رسول الله، وأما اليوم فلا. فأمر بقتله بالسم. وقال ابن حزم: كان يقول: إن روح رسول الله صلى الله عليه وسلم قد بطلت وتلاشت، وما هي في الجنة. قلت: وقد روى عنه الحاكم حديثا، وتوفي قبله بسنة واحدة. | ابن فورك |

| ابن فورك | محمد بن الحسن بن فورك. أبو بكر الإصبهاني الفقيه المتكلم. سمع مسند الطيالسي من: عبد الله بن جعفر الإصبهاني، واستدعي إلى نيسابور لحاجتهم إلى علمه، فاستوطنها، وتخرج به طائفة في الأصول والكلام. وله تصانيف جمة. وكان رجلا صالحا. وقد سمع أيضا من أبي خرزاد الأهوازي. روى عنه: أبو بكر البيهقي، وأبو القاسم القشيري، وأبو بكر أحمد بن علي بن خلف، وآخرون. قال عبد الغافر بن إسماعيل: قبره بالحيرة يستسقي به. ذكر ابن حزم في النصائح أن ابن سُبُكْتِكِيْن قتل ابن فورك لقوله: أن نبينا صلى الله عليه وسلم ليس هو نبي اليوم، بل كان رسول الله. وزعم أن هذا قول جميع الأشعرية. قال ابن الصلاح: ليس كما زعم، بل هو تشنيع عليهم أثارته الكرامية فيما حكاه القشيري. وتناظر ابن فورك وأبو عثمان المغربي في الولي، هل يعرف أنه ولي؟ فكان ابن فورك ينكر أن يعرف ذلك، وأبو عثمان يثبت ذلك. وحكى بعضهم عن ابن فورك أنه قال: كل موضع ترى فيه اجتهادا ولم يكن عليه نور، فاعلم أنه بدعة خفية. وذكره القاضي شمس الدين في وفيات الأعيان فقال فيه: الأستاذ أبو بكر المتكلم الأصولي الأديب النحوي الواعظ، درس بالعراق مدة، ثم توجه إلى الري، فسعت به المبتدعة. فراسله أهل نيسابور فورد عليهم، وبنوا له بها مدرسة ودارا، وظهرت بركته على المتفقهة، وبلغت مصنفاته قريبا من مائة مصنف، ودعي إلى مدينة غزنة، وجرت له مناظرات. وكان شديد الرد على أبي عبد الله بن كرام. ثم عاد إلى نيسابور، فسم في الطريق، فمات بقرب بست، ونقل إلى نيسابور، ومشهده بالحيرة ظاهر يزار ويستجاب الدعاء عنده. قلت: أخذ طريقة الأشعري عن أبي الحسن الباهلي ، وغيره. قال عبد الغافر بن إسماعيل: سمعت أبا صالح المؤذن يقول: كان أبو علي الدقاق يعقد المجلس ويدعو للحاضرين والغائبين من أعيان البلد وأئمتهم، فقيل له: قد نسيت ابن فورك ولم تدع له. فقال أبو علي: كيف أدعو له وكنت أقسم على الله البارحة بأيمانه أن يشفي علتي. وكان به وجع البطن تلك الليلة. وقال البيهقي: سمعت القشيري يقول: سمعت ابن فورك يقول: حملت مقيدا إلى شيراز لفتنة في الدين، فوافينا باب البلد مصبحا، وكنت مهموما، فلما أسفر النهار وقع بصري علي محراب في مسجد على باب البلد، مكتوب عليه أليس الله بكاف عبده (سورة الزمر: آية 36)، فحصل لي تعريف باطني أني أكفى عن قريب، فكان كذلك، وصرفوني بالعز. قلت: كان مع دينه صاحب قَلَبَة وبدعة. قال: أبو الوليد سليمان الباجي: لما طالب ابن فورك الكرامية أرسلوا إلى محمود بن سُبُكْتِكِيْن صاحب خراسان يقولون له: إن هذا الذي يؤلب علينا أعظم بدعة وكفرا عندك منا، فسله عن محمد بن عبد الله بن عبد المطلب، هل هو رسول الله اليوم أم لا؟ فعظم على محمود الأمر، وقال: إن صح هذا عنه لأقتلنه. ثم طلبه وسأله، فقال: كان رسول الله صلى الله عليه وسلم، وأما اليوم فلا. فأمر بقتله، فشفع إليه وقيل: هو رجل له سن. فأمر بقتله بالسم. فسقي السم. وقد دعا ابن حزم للسلطان محمود إذ وفق لقتله ابن فورك، لكونه قال: إن رسول الله كان رسولا في حياته فقط، وإن روحه قد بطل وتلاشي، وليس هو في الجنة عند الله تعالى، يعني: روحه. وفي الجملة: ابن فورك خير من ابن حزم وأجل وأحسن نحلة. قال الحاكم أبو عبد الله: أنبا ابن فورك، ثنا عبد الله بن جعفر، فذكر حديثاً. | ابن فورك |

ويكفيه مدحًا وبيانًا لفضله ما جاء في «طبقات الشافعية الكبرى» للتاج السبكي من قوله فيه:
| ابن فورك | الأستاذ أبو بكر الأنصاري الأصبهاني الإمام الجليل، والحبر الذي لا يجاري فقها، وأصولا، وكلاما، ووعظا، ونحوا مع مهابة، وجلالة، وورع بالغ. رفض الدنيا وراء ظهره، وعامل الله في سره وجهره، وصمم على دينه: مصمم ليس تلويه عواذلهفي الدين ثبت قوي بأسه عسر وحوم على المنية في نصرة الحق لا يخاف الأسد في عرينه: ولا يلين لغير الحق يتبعهحتى يلين لضرس الماضغ الحجر وشمر عن ساق الاجتهاد: بهمة في الثريا إثر أخمصهاوعزمة ليس من عاداتها السأم ودمر ديار الأعداء ذوي الفساد: وعمر الدين عزم منه معتضدبالله تشرق من أنواره الظلم وصبر والسيف يقطر دما: والصبر أجمل إلا أنه صبروربما جنت الأعقاب من عسله وبدر بجنان لا يخادعه حب الحياة ولا تشوقه ألحاظ الدمى: لكنه مغرم بالحق يتبعهلله في الله هذا منتهى أمله أقام أولا بالعراق إلى أن درس بها مذهب الأشعري على أبي الحسن الباهلي، ثم لما ورد الري وشت به المبتدعة، وسعوا عليه. قال الحاكم أبو عبد الله : فتقدمنا إلى الأمير ناصر الدولة أبي الحسن محمد بن إبراهيم، والتمسنا منه المراسلة في توجهه إلى نيسابور، فبنى له الدار، والمدرسة من خانقاه أبي الحسن البوشنجي، وأحيا الله به في بلدنا أنواعا من العلوم لما استوطنها، وظهرت بركته على جماعة من المتفقهة، وتخرجوا به. سمع عبد الله بن جعفر الأصفهاني، وكثر سماعه بالبصرة، وبغداد، وحدث بنيسابور. هذا كلام الحاكم، وروى عنه حديثا واحدا. قال عبد الغافر بن إسماعيل: سمعت أبا صالح المؤذن، يقول: كان الأستاذ أوحد وقته، أبو علي الدقاق يعقد المجلس، ويدعو للحاضرين والغائبين من أعيان البلد وأئمتهم، فقيل له يوما: قد نسيت ابن فورك، ولم تدع له، فقال: كيف أدعو له، وكنت أقسم على الله البارحة بإيمانه أن يشفي علتي، وكان به وجع البطن تلك الليلة. ولما حضرت الوفاة واحد عصره، وسيد وقته أبا عثمان المغربي، أوصى بأن يصلي عليه الإمام أبو بكر بن فورك، وذلك سنة ثلاث وسبعين وثلاث مائة. وذكر الإمام الشهيد أبو الحجاج يوسف بن دوناس الفندلاوي المالكي المدفون خارج باب الصغير بدمشق، وقبره ظاهر معروف باستجابة الدعاء عنده، أنه روي أن الإمام أبا بكر بن فورك ما نام في بيت فيه مصحف قط، وإذا أراد النوم انتقل عن المكان الذي فيه، إعظاما لكتاب الله عز وجل. نقلت هذه الحكاية من خط شيخنا الحافظ أبي العباس بن المظفر. قال عبد الغافر: بلغت تصانيفه في أصول الدين، وأصول الفقه ومعاني القرآن قريبا من المائة. وحكى عن ابن فورك، أنه قال: كان سبب اشتغالي بعلم الكلام أني كنت بأصبهان أختلف إلى فقيه، فسمعت أن الحجر يمين الله في الأرض، فسألت ذلك الفقيه عن معناه، فلم يجب بجواب شاف، فأرشدت إلى فلان من المتكلمين، فسألته، فأجاب بجواب شاف، فقلت: لا بد من معرفة هذا العلم، فاشتغلت به. وقد سمع ابن فورك من عبد الله بن جعفر الأصبهاني المذكور في كلام الحاكم جميع مسند الطيالسي، وسمع أيضا من ابن خرزاذ الأهوازي. روى عنه الحافظ أبو بكر البيهقي، والأستاذ أبو القاسم القشيري، وأبو بكر أحمد بن علي بن خلف. ودعي إلى مدينة غزنة، وجرت له بها مناظرات، ولما عاد منها سم في الطريق، فتوفي سنة ست وأربع مائة حميدا شهيدا. ونقل إلى نيسابور، ودفن بالحيرة، وقبره ظاهر. قال عبد الغافر: يستسقى به، ويستجاب الدعاء عنده. وقال الأستاذ أبو القاسم القشيري، تلميذه: سمعت الإمام أبا بكر بن فورك، يقول: حملت مقيدا إلى شيراز لفتنة في الدين، فوافيت باب البلد مصبحا، وكنت مهموم القلب، فلما أسفر النهار وقع بصري على محراب في مسجد على باب البلد، مكتوب عليه: أليس الله بكاف عبده (سورة الزمر: آية 36)، وحصل لي تعريف من باطني أني أكفي عن قريب، فكان كذلك. وكان شديد الرد على أبي عبد الله بن كرام، وأذكر أن سبب ما حصل له من المحنة من شغب أصحاب ابن كرام، وشيعتهم المجسمة. ( بسم الله الرحمن الرحيم والصلاة على سيدنا محمد خاتم النبيين وعلى آله وصحابته أجمعين ) ( ذكر شرح حال المحنة المشار إليها ) اعلم أنه يعز علينا شرح هذه الأمور؛ لوجهين: أحدهما أن كتمانها وسترها أولى من إظهارها وكشفها؛ لما في ذلك من فتح الأذهان لما هي غافلة عنه، مما لا ينبغي التفطن له. والثاني: ما يدعو إليه كشفها من تبيين معرة أقوام، وكشف عوارهم، وقد كان الصمت أزين، ولكن ما رأينا المبتدعة تشمخ بآنافها، وتزيد وتنقص على حسب أغراضها وأهوائها، تعين لذلك ضبط الحال وكشفه مع مراعاة النصفة، فنقول: كان الأستاذ أبو بكر بن فورك كما عرفناك شديدا في الله، قائما في نصرة الدين، ومن ذلك أنه فوق نحو المشبهة الكرامية سهاما، لا قبل لهم بها، فتحزبوا عليه، ونموا غير مرة، وهو ينتصر عليهم، وآخر الأمر أنهم أنهوا إلى السلطان محمود بن سُبُكْتِكِيْن: أن هذا الذي يؤلب علينا عندك أعظم منا بدعة وكفرا، وذلك أنه يعتقد أن نبينا محمدا صلى الله عليه وسلم ليس نبيا اليوم، وأن رسالته انقطعت بموته، فاسأله عن ذلك. فعظم على السلطان هذا الأمر، وقال: إن صح هذا عنه لأقتلنه، وأمر بطلبه. والذي لاح لنا من كلام المحررين لما ينقلون، الواعين لما يحفظون، الذين يتقون الله فيما يحكون، أنه لما حضر بين يديه، وسأله عن ذلك كذب الناقل، وقال: ما هو معتقد الأشاعرة على الإطلاق، أن نبينا صلى الله عليه وسلم حي في قبره، رسول الله صلى الله عليه وسلم أبد الآباد على الحقيقة لا المجاز، وأنه كان نبيا وآدم بين الماء والطين، ولم تبرح نبوته باقية، ولا تزال. وعند ذلك وضح للسلطان الأمر، وأمر بإعزازه وإكرامه، ورجوعه إلى وطنه. فلما أيست الكرامية، وعلمت أن ما وشت به لم يتم، وأن حيلها ومكايدها قد وهت، عدلت إلى السعي في موته، والراحة من تعبه، فسلطوا عليه من سمه، فمضى حميدا شهيدا. هذا خلاصة المحنة. والمسألة المشار إليها: وهي انقطاع الرسالة بعد الموت مكذوبة قديما على الإمام أبي الحسن الأشعري نفسه، وقد مضى الكلام عليها في ترجمته. إذا عرفت هذا، فاعلم أن أبا محمد بن حزم الظاهري ذكر في النصائح أن ابن سُبُكْتِكِيْن قتل ابن فورك، بقوله لهذه المسألة، ثم زعم ابن حزم، أنها قول جميع الأشعرية. قلت: وابن حزم لا يدري مذهب الأشعري، ولا يفرق بينهم وبين الجهمية؛ لجهله بما يعتقدون. وقد حكى ابن الصلاح ما ذكره ابن حزم، ثم قال: ليس الأمر كما زعم، بل هو تشنيع على الأشعرية أثارته الكرامية، فيما حكاه القشيري. قلت: وقد أسلفنا كلام القشيري في ذلك في ترجمة الأشعري. وذكر شيخنا الذهبي كلام ابن حزم، وحكى أن السلطان أمر بقتل ابن فورك، فشفع إليه، وقيل: هو رجل له سن، فأمر بقتله بالسم، فسقي السم. ثم قال: وقد دعا ابن حزم للسلطان محمود، أن وفق لقتل ابن فورك. وقال: في الجملة ابن فورك خير من ابن حزم، وأجل، وأحسن نحلة. وقال قبل ذلك، أعني شيخنا الذهبي: كان ابن فورك رجلا صالحا. ثم قال: كان مع دينه صاحب فلتة وبدعة. انتهى. قلت: أما أن السلطان أمر بقتله، فشفع إليه، إلى آخر الحكاية، فأكذوبة سمجة، ظاهرة الكذب من جهات متعددة. منها: أن ابن فورك لا يعتقد ما نقل عنه، بل يكفر قائله، فكيف يعترف على نفسه بما هو كفر؟ وإذا لم يعترف فكيف يأمر السلطان بقتله؟ وهذا أبو القاسم القشيري أخص الناس بابن فورك، فهل نقل هذه الواقعة، بل ذكر أن من عزى إلى الأشعرية هذه المسألة، فقد افترى عليهم، وأنه لا يقول بها أحد منهم. ومنها: أنه بتقدير اعترافه، وأمره بقتله، كيف ترك ذلك لسنه، وهل قال مسلم: إن السن مانع من القتل بالكفر، على وجه الشهرة، أو مطلقا، ثم ليت الحاكي ضم إلى السن العلم، وإن كان أيضا لا يمنع القتل، ولكن لبغضه فيه لم يجعل له خصلة يمت بها غير أنه شيخ مسن، فيا سبحان الله، أما كان رجلا عالما، أما كان اسمه ملأ بلاد خراسان والعراق، أما كان تلامذته قد طبقت طبق الأرض، فهذا من ابن حزم مجرد تحامل، وحكاية لأكذوبة سمجة، كان مقداره أجل من أن يحكيها. وأما قول شيخنا الذهبي: إنه مع دينه صاحب فلتة وبدعة، فكلام متهافت؛ فإنه يشهد بالصلاح والدين لمن يقضي عليه بالبدعة، ثم ليت شعري، ما الذي يعني بالفلتة، إن كانت قيامه في الحق، كما نعتقد نحن فيه فتلك من الدين، وإن كانت في الباطل فهي تنافي الدين. وأما حكمه بأن ابن فورك خير من ابن حزم، فهذا التفضيل أمره إلى الله تعالى، ونقول لشيخنا: إن كنت تعتقد فيه ما حكيت من انقطاع الرسالة، فلا خير فيه البتة، وإلا فلم لا نبهت على أن ذلك مكذوب عليه لئلا يغتر به..... ( ومن كلام الأستاذ أبي بكر ) قال: كل موضع ترى فيه اجتهادا ولم يكن عليه نور فاعلم أنه بدعة خفية. قلت: وهذا كلام بالغ في الحسن دال على أن الأستاذ كثير الذوق وأصله قوله صلى الله عليه وسلم: (البر ما اطمأنت إليه النفس). | ابن فورك |

## وفاته
مضى إلى مدينة غزنة بعد أن طُلب منه ذلك وناظر فيها كثيرًا، ثم عاد إلى نيسابور فسُمَّ في الطريق فمات ونقل إلى نيسابور ودفن بعدها في الحيرة، وهي محلة كبيرة في نيسابور غير الحيرة القريبة من مدينة الكوفة العراقية. وكانت وفاته سنة 406 هـ. وقال أبو القاسم القشيري في «الرسالة القشيرية»، سمعت أبا علي الدقاق يقول: دخلت على أبي بكر ابن فورك عائدا فلما رآني دمعت عيناه، فقلت له: إن الله سبحانه يعافيك ويشافيك، فقال لي: تراني أخاف من الموت، إنما أخاف مما وراء الموت. ونقل عن ابن حزم، أن السلطان محمود بن سُبُكْتِكين الغزنوي قتله لقوله: إن نبينا صلى الله عليه وسلم ليس هو رسول الله اليوم، لكنه كان رسول الله.

## وصلات خارجية
- مركز أبي الحسن الأشعري للدراسات والبحوث العقدية: أبو بكر محمد بن الحسن بن فورك الأصبهاني[وصلة مكسورة]